# Liste des présidents de la Géorgie
Cet article liste les personnalités qui ont exercé certaines responsabilités de chef d'État sans toujours avoir porté le titre de président de la République, puisque ce titre n'est apparu dans les différentes constitutions géorgiennes qu'en 1991. 

## Liste des présidents

### République démocratique de Géorgie
| Nom | Nom              | Nom | Dates du mandat | Dates du mandat | Appartenance politique                             | Notes |
| --- | ---------------- | --- | --------------- | --------------- | -------------------------------------------------- | --- |
| .   |                  |     |                 |                 |                                                    | |
| 1   | Noé Ramichvili   |     | 26 mai 1918     | 24 juillet 1918 | Menchevik, Parti ouvrier social-démocrate géorgien | Après la restauration de l'indépendance de la Géorgie et la proclamation de la République démocratique de Géorgie le 26 mai 1918, Noé Ramichvili fut élu président du gouvernement géorgien par l'Assemblée parlementaire provisoire géorgienne : cette dernière était composée des représentants pour la Géorgie à l'Assemblée constituante russe élue en novembre 1917. Il convient de noter que la Constitution géorgienne ne comportait pas de présidence de la République, mais une présidence de parlement (législatif) et une présidence de gouvernement (exécutif). |
| 2   | Nicolas Tcheidze |     | janvier 1919    | juin 1919       | Menchevik, Parti ouvrier social-démocrate géorgien | En 1919, les fonctions de chef de l'État géorgien à la Conférence de la Paix de Paris furent assurées auprès des puissances alliées par Nicolas Tchkhéidzé, président des assemblées parlementaires de 1918 à 1921. |
| 3   | Noé Jordania     |     | 24 juillet 1918 | 21 mars 1921    | Menchevik, Parti ouvrier social-démocrate géorgien | À la suite de son élection à la présidence du gouvernement géorgien par l'Assemblée parlementaire provisoire, puis par l'Assemblée constituante (février 1919), Noé Jordania mèna les réformes inscrites au programme du Parti ouvrier social-démocrate géorgien. Après l'invasion soviétique de février 1921, le parlement demanda au gouvernement de s'exiler afin de continuer le combat de l'extérieur, d'abord à partir de Constantinople, puis de Leuville-sur-Orge (France) : Noé Jordania assuma cette responsabilité jusqu'à sa mort (1953).                       |

### La Géorgie au sein de l'Union soviétique
| Nom                                                                    | Nom                     | Nom | Dates de mandat   | Dates de mandat   | Notes |
| ---------------------------------------------------------------------- | ----------------------- | --- | ----------------- | ----------------- | --- |
| Comité révolutionnaire de Géorgie (1921-1922)                          |                         |     |                   |                   | |
| 1                                                                      | Mamia Orakhelachvili    |     | 15 février 1921   | 6 mars 1921       | Orakhelichvili fut nommé par les autorités soviétiques de Moscou président du Comité révolutionnaire de Géorgie quand l'Invasion soviétique de la RDG débuta. Toutefois, il faut attendre le 25 février 1921 et la prise de Tiflis par l'Armée rouge pour qu'il reçoive un pouvoir effectif. |
| 2                                                                      | Filip Makharadze        |     | 6 mars 1921       | 7 juillet 1921    | Filip Makharadze acheva la conquête de la République démocratique de Géorgie et l'établissement du gouvernement en exil de Noé Jordania le 20 mars 1921 l'autorisa à devenir l'unique chef d'État géorgien pour quelques mois. |
| 3                                                                      | Polikarp Mdivani        |     | 7 juillet 1921    | 12 mars 1922      | Mdivani fut nommé par les autorités soviétiques de Moscou pour succéder à Makharadzé qui était jugé trop modéré pour rester fidèle à la Russie soviétique. Toutefois, il fut à son tour suspecté d'être anti-bolchevik par Staline et dut accepter de se soumettre en entrant dans la République socialiste fédérative soviétique de Transcaucasie. |
| Bureau central du Parti bolchevik de Géorgie (1922 - 1936)             |                         |     |                   |                   | |
| 1                                                                      | Polikarp Mdivani        |     | 12 mars 1922      | 25 janvier 1923   | Devenu Chef du Bureau central du Parti bolchevik de Géorgie quand celle-ci intégra à la République socialiste fédérative soviétique de Transcaucasie, il fut bientôt contraint à démissionner quand le parti de Staline réussit à l'accuser de nationalisme auprès du Politburo. |
| 2                                                                      | Vissarion Lominadze     |     | 25 janvier 1923   | août 1924         | Nommé à la tête du BCPB de Géorgie après l'exclusion de Mdivani, il démissionna de lui-même en août 1924 pour devenir chef des relations entre l'URSS et le Parti communiste chinois. |
| 3                                                                      | Mikheïl Kakhiani        |     | août 1924         | mai 1930          | |
| 3                                                                      | Levan Gogoberidzé       |     | mai 1930          | 19 novembre 1930  | |
| 4                                                                      | Samson Mamoulia         |     | 20 novembre 1930  | 11 septembre 1931 | Nommé par Moscou en novembre 1930, il dut toutefois démissionner en raison de son hostilité envers la politique de Staline et fut finalement exécuté durant les Grandes Purges staliniennes en 1937. |
| 4                                                                      | Lavrenti Kartvelichvili |     | 11 septembre 1931 | 14 novembre 1931  | Kartvelichvili avait d'abord été membre du Comité bolchevik du Caucase avant d'être nommé à la tête du Bureau central de Géorgie au sein de la Transcaucasie. Il fut toutefois rappelé deux mois après le début de son mandat pour monter en grade au sein de la société communiste. Il fut toutefois victime des Grandes Purges et exécuté en 1937. |
| 5                                                                      | Lavrenti Beria          |     | 14 novembre 1931  | 18 octobre 1932   | Nommé à la suite du transfert de Kartvelichvili, Beria, grand collaborateur de Joseph Staline, apporta un terme au nationalisme géorgien en répriment les anti-bolcheviks. En octobre 1932, un an après son accès au pouvoir, il démissionna à la suite de sa nomination à la tête de la République socialiste fédérative soviétique de Transcaucasie. |
| 6                                                                      | Piotr Agniachvili       |     | 18 octobre 1932   | 15 janvier 1934   | En raison de son incompétence envers les derniers récalcitrants anti-soviets, il fut remplacé par son prédécesseur, Lavrenti Beria. |
| 7                                                                      | Lavrenti Beria          |     | 15 janvier 1934   | 5 décembre 1936   | De retour à la direction du BCPB de Géorgie, Beria continua sa politique pro-stalinienne et dirigea durant son mandat les Grandes Purges en Géorgie. Le 5 décembre 1936, il adopta finalement la nouvelle Constitution soviétique et établit la Géorgie en République socialiste soviétique. |
| République socialiste soviétique de Géorgie (1936 - 1990)              |                         |     |                   |                   | |
| 1                                                                      | Lavrenti Beria          |     | 5 décembre 1936   | 31 août 1938      | Une fois devenu chef de la République socialiste soviétique de Géorgie, Lavrenti Beria continua sa politique de répression. Toutefois, sa nomination à la tête de la police politique de Moscou (NKVD) par Staline acheva sa carrière à Tbilissi. Malgré cela, il contrôlera encore le Parti communiste géorgien jusqu'à sa mort (1953). |
| 2                                                                      | Candide Charkviani      |     | 31 août 1938      | 2 avril 1952      | Charkviani, autre supporter ardent du stalinisme, fut nommé par Moscou à la tête de la RSS de Géorgie après la démission de Beria. Durant son mandat, il fut d'une grande utilité à l'Union soviétique en fournissant plusieurs centaines de milliers de soldats pour combattre les Allemands lors de la Seconde Guerre mondiale. Toutefois, il fut contraint à l'exil en 1952 pour s'être montré hostile envers le chef de la police politique, son propre prédécesseur Lavrenti Beria.                                                 |
| 3                                                                      | Akaki Mgueladze         |     | 2 avril 1952      | 14 avril 1953     | |
| 4                                                                      | Alexandre Mirtskhoulava |     | 14 avril 1953     | 19 septembre 1953 | À la suite de la mort de Staline, Mirtskhoulava fut contraint à démissionner par les nouveaux dirigeants de l'Union soviétique, menée par Nikita Khrouchtchev. |
| 5                                                                      | Vassil Mjavanadze       |     | 19 septembre 1953 | 29 septembre 1972 | Son mandat, le plus long de l'histoire républicaine de Géorgie, fut illustrée par une soviétisation forcée de la RSSG, ce qui entraîna plusieurs révoltes populaires. Devenu mal-aimé par le peuple géorgien, il fut finalement accusé par l'État même de corruption et dut démissionner pour laisser place à son ambitieux ministre de l'Intérieur en 1972. |
| 6                                                                      | Edouard Chevardnadze    |     | 29 septembre 1972 | 6 juillet 1985    | Une fois devenu chef de la RSSG, Chevardnadze continua la volonté politique de son prédécesseur (déstalinisation), mais s'engagea également dans des réformes démocratiques qui changèrent le pays. Pour cette raison, il fut nommé en juillet 1985 Ministre des Affaires étrangères de l'Union soviétique et laissa place à un ardent communiste. |
| 7                                                                      | Djoumber Patiachvili    |     | 6 juillet 1985    | 14 avril 1989     | Patiachvili s'illustra dans sa volonté de punir les nationalistes géorgiens qui l'accusaient d'avoir enclenché les sentiments indépendantistes de l'Abkhazie. Ne contrôlant plus la situation en Géorgie, il fut contraint de démissionner en avril 1989. |
| 8                                                                      | Guivi Goumbaridze       |     | 14 avril 1989     | 14 novembre 1990  | Goumbaridzé accéda à la tête de la RSSG dans une grande période de troubles, dans le cadre de la Perestroïka de Gorbatchev. Les sentiments nationalistes géorgiens se développant, il dut organiser des élections législatives en octobre 1990 qui seront remportées par les anti-communistes. Perdant totalement le contrôle de la Géorgie, il dut se résigner à laisser place au premier président démocratiquement élu de la RSS. Il garda toutefois le titre de Premier Secrétaire du Parti communiste de Géorgie jusqu'en décembre. |
| Président du Conseil suprême de la République de Géorgie (1990 - 1991) |                         |     |                   |                   | |
| 1                                                                      | Zviad Gamsakhourdia     |     | 14 novembre 1990  | 14 avril 1991     | Élu démocratiquement président du Conseil suprême de la République socialiste soviétique de Géorgie qui devient la République de Géorgie le 14 novembre 1990, il déclare l'indépendance le 9 avril 1991. |

### Depuis 1991
Le tableau ci-dessous présente la liste des présidents de Géorgie depuis son indépendance de l'URSS votée le 9 avril 1991.
| Nom                                                | Nom                                  | Nom | Dates du mandat  | Dates du mandat  | Appartenance politique        | Notes |
| -------------------------------------------------- | ------------------------------------ | --- | ---------------- | ---------------- | ----------------------------- | --- |
| Président de la République de Géorgie (1991-1992)  |                                      |     |                  |                  |                               | |
|                                                    | Zviad Gamsakhourdia                  |     | 14 avril 1991    | 26 mai 1991      | Table Ronde - Géorgie Libre   | Après avoir déclaré l'indépendance, Zviad Gamsakhourdia abandonne son titre de président du Conseil suprême et assure la présidence de la République de Géorgie par intérim jusqu'à son élection le 26 mai 1991 comme premier président de la République de Géorgie. |
| 1                                                  | Zviad Gamsakhourdia                  |     | 26 mai 1991      | 6 janvier 1992   | Table Ronde - Géorgie Libre   | Une fois devenu président de la République de Géorgie, Gamsakhourdia doit affronter une opposition armée soutenue logistiquement par le Kremlin. Après une guerre civile, un coup d'État le renverse le 6 janvier 1992 et le force à s'exiler en Tchétchénie, où il dirige un gouvernement en exil jusqu'à sa mort en décembre 1993.                                                                             |
| Conseil militaire de Géorgie (1992)                |                                      |     |                  |                  |                               | |
| 1                                                  | Tenguiz Kitovani et Djaba Iosseliani |     | 6 janvier 1992   | 10 mars 1992     | Aucune                        | Kitovani et Iosséliani, après avoir organisé un coup d'État, dirigent temporairement le pays sous le nom de Conseil militaire de Géorgie. Mais ils font bientôt appel à Edouard Chevardnadze, alors à Moscou, pour qu'il prenne la charge de l'État. |
| Président du Conseil d'État de Géorgie (1992-1995) |                                      |     |                  |                  |                               | |
| 1                                                  | Edouard Chevardnadze                 |     | 10 mars 1992     | 26 novembre 1995 | Aucune                        | Le Conseil militaire est dissous et Chevardnadzé dirige alors le pays avec le titre de président du Conseil d'État de la République de Géorgie jusqu'en 1995. |
| Présidents de Géorgie (depuis 1995)                |                                      |     |                  |                  |                               | |
| 2                                                  | Edouard Chevardnadze                 |     | 26 novembre 1995 | 23 novembre 2003 | Union des Citoyens de Georgie | En novembre 1995, une nouvelle Constitution établit le nouvel État de Géorgie dont Edouard Chevardnadze est élu président et réélu en 2000. Le développement de la corruption, la défaite face aux indépendantistes abkhazes et sud-ossètes et la chute de l'économie entraîne une vaste coalition d'opposition qui mène la révolution des Roses en novembre 2003, forçant Chevardnadze à abandonner le pouvoir. |
|                                                    | Nino Bourdjanadze                    |     | 23 novembre 2003 | 25 janvier 2004  | Mouvement national unifié     | En sa qualité de présidente du Parlement, Nino Bourdjanadze devient présidente de Géorgie par intérim après la démission de Chevardnadze. Elle occupe cette fonction jusqu'à l'investiture de Mikheil Saakachvili en janvier 2004. |
| 3                                                  | Mikheil Saakachvili                  |     | 25 janvier 2004  | 25 novembre 2007 | Mouvement national unifié     | Après son élection, Saakachvili se lance dans la réforme de son pays et rétablit la situation économique. Toutefois, comme pour ses prédécesseurs, son échec face aux indépendantistes d'Abkhazie et d'Ossétie du Sud augmente l'opposition au sein du gouvernement. En novembre 2007, face à d'importantes manifestations, il choisit de démissionner et d'organiser des élections anticipées.                  |
|                                                    | Nino Bourdjanadze                    |     | 25 novembre 2007 | 20 janvier 2008  | Mouvement national unifié     | Toujours en sa qualité de présidente du Parlement, Nino Bourdjanadze remplit une nouvelle fois l'intérim présidentiel après la démission de Saakachvili. |
| 3                                                  | Mikheil Saakachvili                  |     | 20 janvier 2008  | 17 novembre 2013 | Mouvement national unifié     | Saakachvili est à nouveau élu à la présidence de Géorgie lors des élections anticipées de janvier 2008, malgré la popularité de l'opposition. Par ailleurs, ces élections sont très critiquées par certaines autorités et depuis le début de son second mandat, il doit faire face à une opposition de plus en plus grandissante qui finit par remporter les élections législatives du 1er octobre 2012.         |
| 4                                                  | Guiorgui Margvelachvili              |     | 17 novembre 2013 | 16 décembre 2018 | Rêve géorgien                 | Issu de l'opposition au président Saakachvili, il l'emporte face au candidat de ce dernier, David Bakradze, lors de l'élection présidentielle de 2013. |
| 5                                                  | Salomé Zourabichvili                 |     | 16 décembre 2018 | 29 décembre 2024 | Rêve géorgien                 | Diplomate franco-géorgienne. Elle remporte l'élection présidentielle de 2018. Première présidente élue. |
| 6                                                  | Mikheïl Kavelachvili                 |     | 29 décembre 2024 | en fonction      | Rêve géorgien                 | |

## Sources
- Cet article est partiellement ou en totalité issu de l'article intitulé « Président de Géorgie » (voir la liste des auteurs).